# Trofeo Ciudad de Hospitalet
El Trofeo Ciudad de Hospitalet fue un trofeo amistoso de verano, disputado entre los años 1968 y 1986 en Hospitalet de Llobregat, de la provincia de Barcelona y de la Comunidad Autónoma de Cataluña (España).
El torneo no se disputó en las ediciones de 1976 a 1979, ni en las de 1983 y 1985.

## Palmarés
| Año       | Edición      | Campeón         | Resultado | Subcampeón         |
| --------- | ------------ | --------------- | --------- | ------------------ |
| 1968      | I            | CD Condal       | 2-0       | CE L´Hospitalet    |
| 1969      | II           | RCD Español     | 1-0       | Córdoba CF         |
| 1970      | III          | Granada CF      | 3-0       | Córdoba CF         |
| 1971      | IV           | Granada CF      | 2-1       | RCD Español        |
| 1972      | V            | Salgótarján BTC | 2-2 (pen) | RCD Español        |
| 1973      | VI           | Real Murcia     | 2-1       | Córdoba CF         |
| 1974      | VII          | CE L´Hospitalet | 2-1       | Cartagena FC       |
| 1975      | VIII         | FC Barcelona    | 7-0       | Barcelona Atlético |
| 1976-1979 | No disputado | -               | -         | -                  |
| 1980      | X            | CE Europa       | 1-1 (pen) | CE L´Hospitalet    |
| 1981      | XI           | UE Sant Andreu  | 3-2       | CE L´Hospitalet    |
| 1982      | XII          | CE L´Hospitalet | 4-1       | CE Júpiter         |
| 1983      | No disputado | -               | -         | -                  |
| 1984      | XIII         | Real Murcia     | 5-3       | CE L´Hospitalet    |
| 1985      | XIV          | No disputado    | -         | -                  |
| 1986      | XV           | UE Sant Andreu  | 2-1       | CE L´Hospitalet    |

## Campeones
| Equipo          | Títulos | Ediciones  |
| --------------- | ------- | ---------- |
| Granada CF      | 2       | 1970, 1971 |
| Real Murcia     | 2       | 1973, 1984 |
| CE L´Hospitalet | 2       | 1974, 1982 |
| UE Sant Andreu  | 2       | 1981, 1986 |
| CD Condal       | 1       | 1968       |
| RCD Español     | 1       | 1969       |
| Salgótarján BTC | 1       | 1972       |
| FC Barcelona    | 1       | 1975       |
| CE Europa       | 1       | 1980       |